# 미아 햄
매리얼 마거릿 햄(영어: Mariel Margaret Hamm, 1972년 3월 17일 ~ )은 흔히 미아 햄(Mia Hamm)이라는 이름으로 알려져 있는 미국의 전직 여자 축구 선수로 세계 여자 축구 역사상 가장 위대한 선수 가운데 한 사람으로 여겨진다.
1987년부터 2004년까지 미국 여자 축구 국가대표팀에서 뛰는 동안 276경기에 출전하면서 158득점을 기록했으며 이 기록은 남녀 축구 선수를 모두 포함하여 세계에서 가장 많은 국가대표팀 득점 기록이자 미국의 크리스틴 릴리 다음으로 세계에서 두 번째로 많은 여자 축구 국가대표팀 경기 출전 기록이기도 하다.
2001년과 2002년 FIFA 올해의 여자 선수로 선정되었으며 2004년 펠레가 선정한 현존하는 축구 선수 125명에 관한 목록인 FIFA 100에 선정되었다. 2007년 미국 축구의 전당에 헌정되었다.

## 초반
미국 공군 조종사 출신인 아버지 빌(Bill)과 어머니 스테파니(Stephanie) 사이에서 5번째 남매로 태어났으며 15세 때 미국 역사상 최연소로 미국 여자 축구 국가대표팀에 발탁되었다. 1989년 노스캐롤라이나 대학교 채플힐에 입학했고 노스캐롤라이나 타르 힐스(North Carolina Tar Heels, 노스캐롤라이나 대학교 채플힐 소속 구단이 공통으로 사용하는 명칭)가 전미 대학 체육 협회(NCAA, National Collegiate Athletic Association) 주최로 열린 전미 여자 대학 축구 선수권 대회에서 4회 우승(1989년, 1990년, 1992년, 1993년)을 차지하는 데에 공헌했다.

## 국가대표
19세 때인 1991년 중국에서 열린 FIFA 여자 월드컵에서 미국의 사상 첫 FIFA 여자 월드컵 우승에 공헌했으며 미국 선수로는 최연소로 FIFA 여자 월드컵 우승을 경험한 선수가 된다.
1993년 하계 유니버시아드에서 미국 여자 대학 축구 대표팀 선수로 출전했으며 미국의 여자 축구 은메달에 공헌했다. 비록 미국은 중국에 패하면서 은메달을 수상하는 데에 그쳤지만 그는 6득점을 기록하면서 유니버시아드 여자 축구 최다 득점자에 오르게 된다. 대학 생활 4년 동안 3차례나 미국 올해의 선수와 애틀랜틱 코스트 콘퍼런스(ACC, Atlantic Coast Conference) 올해의 선수로 선정되었으며 1993년과 1994년 애틀랜틱 코스트 콘퍼런스 올해의 여자 선수로 선정되었다. 대학을 졸업할 때까지 그가 대학 시절에 세운 애틀랜틱 코스트 콘퍼런스 통산 기록은 103득점과 어시스트 72개, 개인 점수 278점이었다.
1994년부터 1998년까지 5년 연속으로 미국 올해의 여자 축구 선수로 선정되었으며 1995년 FIFA 여자 월드컵에서 대회 MVP에 올랐다. 1996년 애틀랜타 하계 올림픽에서 미국이 중국을 누르고 여자 축구 금메달을 수상하는 데에 공헌했고 1999년 FIFA 여자 월드컵에서 미국의 FIFA 여자 월드컵 우승에 공헌했다. 당시 미국과 중국의 FIFA 여자 월드컵 결승전 경기가 열린 로즈 볼에는 관중 90,000명이 입장했는데 이는 여자 스포츠 대회 역사상 가장 많은 관중 수 기록이었다. 1999년에는 스포츠 브랜드 회사인 나이키가 오리건주 포틀랜드에 있는 본사 건물에 그의 이름을 붙여주기도 했다.
2000년 시드니 하계 올림픽에서 미국의 여자 축구 은메달 수상에 공헌했으며 2003년 FIFA 여자 월드컵에서 미국이 3위를 차지하는 데에 공헌했다. 32세 때인 2004년 아테네 올림픽에서 미국의 여자 축구 금메달 수상에 공헌했고 아테네 하계 올림픽 폐막식에서 미국 선수단의 기수를 맡았다. 같은 해 12월 8일 캘리포니아주 카슨에서 열린 멕시코와의 경기에서 현역 은퇴했으며 미국은 이 경기에서 그의 2득점과 어시스트 1개에 힘입어 5-0 승리를 기록했다. 경기가 끝난 이후에는 미국 여자 축구 국가대표팀에서 오랫동안 주장을 맡았던 줄리 파우디(Julie Foudy), 조이 포셋(Joy Fawcett, 포셋은 하계 올림픽 이후에 재활 치료를 받고 있던 관계로 경기에 출전하지 못함)과 함께 고별식을 가졌다.
2004년 3월 미국 여자 축구 대표팀 동료였던 미셸 에이커스와 함께 펠레가 선정한 현존하는 축구 선수 목록인 FIFA 100에 선정되었다. 참고로 FIFA 100에 선정된 여자 축구 선수와 미국의 축구 선수는 미아 햄과 미셸 에이커스 단 두 명 뿐이다.

## 클럽
2001년 새로 출범한 미국 여자 프로 축구 리그(WUSA, Women's United Soccer Association) 클럽인 워싱턴 프리덤(Washington Freedom)에 입단했다. 2003년 9월 리그가 갑자기 중단되었지만 워싱턴 프리덤은 2003년 시즌에서 우승을 차지하게 된다.

## 개인 생활
1997년 4월 16일 입양된 가족이자 오빠인 개럿(Garrett)이 재생 불량성 빈혈로 인한 골수병으로 사망했는데 이는 1999년 골수병 환자를 위한 자선 사업과 스포츠 진흥 사업을 주관하는 단체인 미아 햄 재단(Mia Hamm Foundation) 설립의 계기가 된다.
1994년 대학 시절 연인이었던 미국 해병대 헬리콥터 조종사인 크리스티안 코리(Christiaan Corry)와 결혼했지만 2001년 이혼했고 2003년 11월 22일 보스턴 레드 삭스 소속 야구 선수인 노마 가르시아파라와 재혼했다. 2004년 5월 14일 아테네 올림픽을 끝으로 은퇴하겠다는 의사를 밝혔으며 은퇴 사유는 가르시아파라와의 가족 생활에 흥미가 있기 때문이라고 밝혔다.

## 같이 보기
- 올림픽 축구 메달리스트 목록